# Мегура (Хунедоара)
Мегура (рум. Măgura) — село у повіті Хунедоара в Румунії. Входить до складу комуни Мертінешть.
Село розташоване на відстані 279 км на північний захід від Бухареста, 16 км на південний схід від Деви, 118 км на південь від Клуж-Напоки, 143 км на схід від Тімішоари.

## Населення
За даними перепису населення 2002 року у селі проживала 31 особа, усі — румуни. Усі жителі села рідною мовою назвали румунську.